# Cabardinos
Os cabardinos ou cabardianos (Kebertei em cabardino) são um grupo étnico do Cáucaso, pertencente aos circassianos.

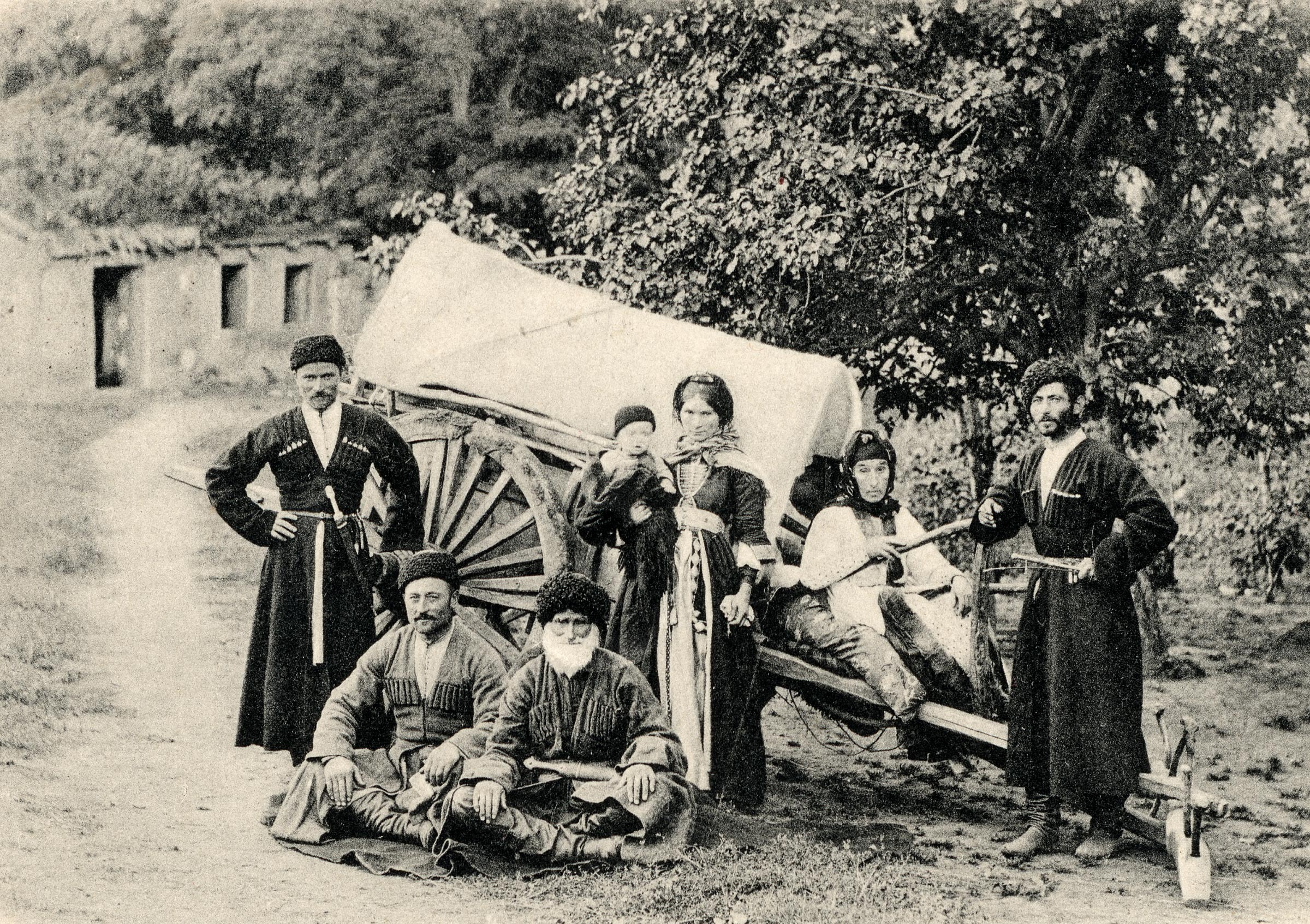
Cabardinos

Sua língua, o cabardino ou cabardiano, pertence ao ramo das Línguas caucasianas do noroeste, dentro das línguas do Cáucaso, e representam o exemplo mais oriental do grupo linguístico circassiano. 
Os cabardinos compunham originalmente o ramo semi-nômade oriental do que era então a comunidade tribal dos adigués, povo dos quais os cabardinos ainda se consideram parte. Sua população consiste de cerca de 520 mil indivíduos (2002), concentrados principalmente na República de Kabardino-Balcária, da Federação Russa. Também existem minorias cabardinas na Turquia (especialmente no planalto de Uzunyayla, na província de Kayseri) e na Geórgia. Também existem comunidades cabardinas nos Estados Unidos e em países do Oriente Médio.
A maioria dos cabardinos pratica o islamismo sunita; no entanto, os falantes do cabardino que vivem no distrito de Mozdok da Ossétia do Norte são cristãos ortodoxos.
Em agosto de 1759 um nobre cabardino muçulmano, Kurgoko Konchokin, foi batizado com toda a sua família, adotando o nome de Andrei Ivanov, e fez uma petição ao prefeito da cidade de Kizliar que lhe designasse um lote de terra para se estabelecer entre os vilarejos de Mozdok e Mekenem. Em 1762 atingiu o posto de tenente-coronel e o passou a ser chamado de "Konchokin, príncipe da Circássia". Ivanov ajudou a trazer muitos cabardinos muçulmanos para as suas terras, onde muitos converteram-se voluntariamente ao cristianismo. Antes de Ivanov um duque cabardino conhecido como Sultão Idarov também teria se convertido ao cristianismo ortodoxo em 1558.
Sataney Setgalevna Kazanova (em russo:сатанеы сетгалевна казанова) conhecida apenas por Sati, integrante do grupo Fabrika nasceu em uma pequena aldeia e quando criança foi para a capital Nalchik. Embora tivesse talento para música, tal como seu pai, seu avô era contra. Mas mesmo contra a vontade do avô participou do reality show Fabrika Zvyozd e junto com Alexandra e Ira termiram em 2º lugar. Sua família é de origem muçulmana.